# Eden (Dakota Południowa)
Eden – miasto w Stanach Zjednoczonych, w stanie Dakota Południowa, w hrabstwie Marshall.